# Los Diamantes
Los Diamantes är en ort i Mexiko.   Den ligger i kommunen Tecpatán och delstaten Chiapas, i den sydöstra delen av landet, 600 km öster om huvudstaden Mexico City. Los Diamantes ligger 452 meter över havet och antalet invånare är 149.
Terrängen runt Los Diamantes är kuperad åt sydväst, men åt nordost är den platt. Runt Los Diamantes är det ganska glesbefolkat, med 42 invånare per kvadratkilometer. Närmaste större samhälle är Raudales Malpaso, 12,5 km söder om Los Diamantes. I omgivningarna runt Los Diamantes växer huvudsakligen savannskog.